# 尼日尔国家元首列表
本列表列出尼日尔共和国自独立建国以来的历任国家最高领导人。从1960年自法国独立至今的65年间，尼日尔上共产生有11位国家元首，所有国家元首均为男性，他们的职称在各个时期不尽相同，其中6人是军政府领导人。尼日尔独立时，哈马尼·迪奥里出任首任尼日尔总统。
尼日尔现任的国家元首是阿卜杜拉赫曼·奇亚尼，其职称为國家國土保衛委員會主席。2023年7月26日，尼日尔爆发政变，推翻了时任总统穆罕默德·巴祖姆，军方成立了名为“保卫祖国国家委员会”的军政府行使国家权力，委员会主席事实上行使国家元首的职权。

## 选举与任期
依照《尼日尔宪法》的规定，尼日尔总统由全民普选选出，为两轮选举制，任期最高为两届，每届任期五年。尼日尔最近一次总统大选是2020年—2021年尼日尔大选，但选举结果在2023年被推翻。迄今，最后一位顺利在任期结束后卸任的总统是穆罕默杜·优素福，他于2021年4月2日卸任。

## 职务名称
按照宪法，尼日尔的国家元首是共和国总统。但在军方政变建立军政府之时，会组建一个冠以“委员会”名称的组织行使国家权力，该委员会的主席即为国家最高领导人。下面列出各时期的尼日尔国家元首职务名称：
- 1960年—1974年：共和国总统（Président de la République）
- 1974年—1989年：最高军事委员会主席（Président du Conseil militaire suprême）
- 1989年：国家最高指导委员会主席（Président du Conseil militaire suprême）
- 1989年—1996年：共和国总统
- 1996年：救国委员会主席（Président du Conseil de salut national）
- 1996年—1999年：共和国总统
- 1999年：民族和解委员会主席（Président du Conseil de réconciliation nationale）
- 1999年—2010年：共和国总统
- 2010年—2011年：民主复兴最高委员会主席（Président du Conseil suprême pour la restauration de la démocratie）
- 2011年—2023年：共和国总统
- 2023年至今：保卫祖国国家委员会主席（Président du Conseil national pour la sauvegarde de la patrie）

## 元首列表
政党（括号内为政党简称）
其他派别
| 序号 | 肖像 | 姓名 法语姓名 （生卒年份）           | 选举           | 任期           | 任期                    | 任期            | 政党                      | 总理                                                                                    |
| 序号 | 肖像 | 姓名 法语姓名 （生卒年份）           | 选举           | 就任           | 卸任                    | 在任时长        | 政党                      | 总理                                                                                    |
| ---- | ---- | ------------------------------------ | -------------- | -------------- | ----------------------- | --------------- | ------------------------- | --------------------------------------------------------------------------------------- |
| 1    |      | 哈马尼·迪奥里 （1916—1989）          | 1960 1965 1970 | 1960年11月10日 | 1974年4月15日 政变推翻  | 13年5个月又5天  | PPN-RDA                   | 职务未设立                                                                              |
| 2    |      | 赛义尼·孔切 （1931—1987）            | —              | 1974年4月17日  | 1987年11月10日 任内逝世 | 13年6个月又24天 | 军人                      | 马马尼·欧马鲁 哈米德·阿尔加比德                                                         |
| 3    |      | 阿里·赛义布 （1940—2011）            | 1989           | 1987年11月14日 | 1993年4月16日           | 5年5个月又2天   | 军人 / MNSD–Nassara       | 哈米德·阿尔加比德 马马尼·欧马鲁 阿利乌·马哈米杜 阿马杜·谢福                             |
| 4    |      | 马哈曼·奥斯曼 （1950—）              | 1993           | 1993年4月16日  | 1996年1月27日 政变推翻  | 2年9个月又11天  | CSD–Rahama                | 阿马杜·谢福 穆罕默杜·伊素福 苏莱·阿卜杜拉耶 阿马杜·西塞 哈马·阿马杜                     |
| 5    |      | 易卜拉欣·巴雷·迈纳萨拉 （1949—1999） | 1996           | 1996年1月27日  | 1999年4月9日 被暗杀     | 3年2个月又13天  | 军人 / UNIRD / RDP–Jama'a | 布卡里·阿吉 阿马杜·西塞 易卜拉欣·哈桑·马亚基                                            |
| 6    |      | 达乌德·马拉姆·万凯 （1946—2004）     | —              | 1999年4月11日  | 1999年12月22日          | 8个月11天       | 军人                      | 易卜拉欣·哈桑·马亚基                                                                    |
| 7    |      | 马马杜·坦贾 （1938—2020）            | 1999 2004      | 1999年12月22日 | 2010年2月8日 政变推翻   | 10年1个月又27天 | MNSD–Nassara              | 易卜拉欣·哈桑·马亚基 哈马·阿马杜 赛义尼·奥马鲁 阿尔巴德·阿布巴（代理） 阿里·巴乔·加马蒂 |
| 8    |      | 萨卢·吉博 （1965—）                  | —              | 2010年2月18日  | 2011年4月7日            | 1年1个月又20天  | 军人                      | 穆罕默杜·丹达                                                                           |
| 9    |      | 穆罕默杜·伊素福 （1952—）            | 2011 2016      | 2011年4月7日   | 2021年4月2日            | 9年11个月又26天 | PNDS–Tarayya              | 布里吉·拉菲尼                                                                           |
| 10   |      | 穆罕默德·巴祖姆 （1960—）            | 2020—2021      | 2021年4月2日   | 2023年7月26日 政变推翻  | 2年3个月又24天  | PNDS–Tarayya              | 乌胡穆杜·穆罕默杜                                                                       |
| 11   |      | 阿卜杜拉赫曼·奇亚尼 （1960/61—）     | —              | 2023年7月26日  | 现任                    | 2年9天          | 军人                      | 阿里·拉明·泽因                                                                          |